# Том Адамс
Джон Майкл Джеффрі Меннінгем «Том» Адамс (англ. Jon Michael Geoffrey Manningham "Tom" Adams; 24 вересня 1931 — 11 березня 1985) — барбадоський політик, прем'єр-міністр країни з 1976 до 1985 року.

## Біографія

### Ранні роки
Том Адамс був єдиним сином юриста Грентлі Адамса та його дружини Грейс (до шлюбу Торн).
Навчався у коледжі Гаррісона, по закінченню якого вирушив навчатись до коледжу Магдалени в Оксфордському університеті.

### Прем'єр-міністр
Після повернення на батьківщину Адамс вступив до лав Лейбористської партії, а невдовзі став її лідером, а 1976 року за результатами виборів сформував новий уряд як його голова. Він змінив на цьому посту Еррола Берроу, який був першим прем'єр-міністром Барбадосу після здобуття його незалежності.
Адамс підтримував тісні зв'язки (та багато в чому орієнтувався на їхню політику) з Маргарет Тетчер у Великій Британії та Рональдом Рейганом у США. Ця співпраця сягнула апогею, коли Том Адамс очолив Організацію Східнокарибських держав, у якої Рейган попрохав допомоги в усуненні на Кубі комуністичного режиму Бернарда Корда. Барбадос став перевалочним пунктом для збройних сил США.
Адамс помер від серцевого нападу в Іларо-корт, офіційній резиденції прем'єр-міністра, 11 березня 1985 року. Став першим главою уряду Барбадосу, який помер під час виконання обов'язків.
Наступником Адамса став віце-прем'єр Гарольд Бернард Сент-Джон, проте його партія програла наступні парламентські вибори 1986 року, а новим прем'єром став Еррол Берроу. За іронією долі Берроу також помер під час перебування на посту прем'єр-міністра у 1987 році незадовго після перемоги на виборах.
Десятиповерхова будівля в Бриджтауні, де розміщується Центральний банк Барбадосу, нині відома під назвою Фінансового центру імені Тома Адамса.
Адамса було поховано у Бриджтауні на цвинтарі кафедрального собору святого Михайла та всіх янголів.